# 세인트피터바스테르구

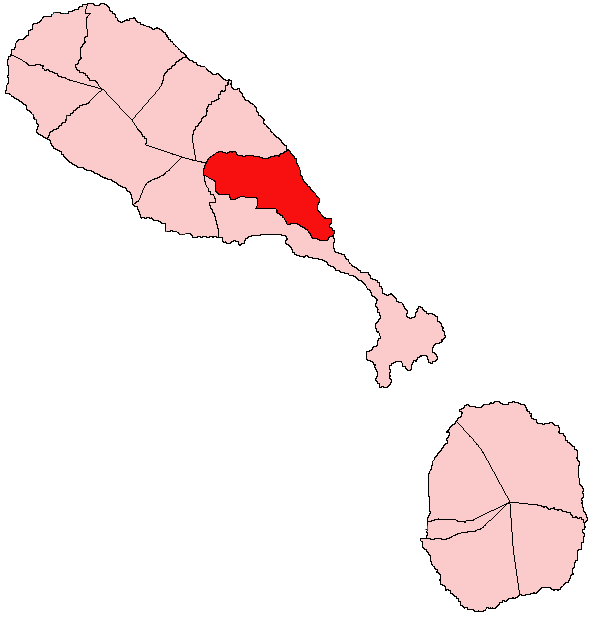
세인트피터바스테르구의 위치

세인트피터바스테르구(영어: Saint Peter Basseterre Parish)는 세인트키츠 네비스의 구로 행정 중심지는 멍키힐이며 면적은 21km2, 인구는 3,472명(2001년 기준), 인구 밀도는 165.33명/km2이다. 세인트키츠섬 동부에 위치한다.